# ديفيد فيركلوف
ديفيد فيركلوف (بالإنجليزية: David Fairclough) مواليد 5 يناير 1957 في ليفربول، هو لاعب كرة قدم إنجليزي دولي سابق كان يلعب كمهاجم. لعب خلال مسيرته 268 مباراة سجل خلالها 63 هدفاً.

## المسيرة الاحترافية

### أندية لعب لها
- نادي ليفربول
- نادي لوزيرن
- نورويتش سيتي
- أولدهام أتلتيك
- ويغان أتلتيك

## روابط خارجية
- ديفيد فيركلوف على موقع الاتحاد الأوربي (الإنجليزية)
- ديفيد فيركلوف على موقع قاعدة بيانات كرة القدم.إي يو (الإنجليزية)
- ديفيد فيركلوف على موقع عالم كرة القدم.نت (الإنجليزية)